# Barrali
Barrali est une commune italienne d'environ 1 100 habitants située dans la province du Sud-Sardaigne, dans la région Sardaigne.

## Administration
| Période                                  | Période  | Identité           | Étiquette | Qualité |
| ---------------------------------------- | -------- | ------------------ | --------- | ------- |
| 30 mai 2006                              | En cours | Gianfranco Baccoli |           |         |
| Les données manquantes sont à compléter. |          |                    |           |         |

### Communes limitrophes
Donorì, Ortacesus, Pimentel, Samatzai, Sant'Andrea Frius

### Évolution démographique
Habitants recensés